# Lucilia lucigerens
Lucilia lucigerens är en tvåvingeart som beskrevs av James 1971. Lucilia lucigerens ingår i släktet Lucilia och familjen spyflugor.
Artens utbredningsområde är Jamaica. Inga underarter finns listade i Catalogue of Life.